# Oldenlandia yunnanensis
Oldenlandia yunnanensis är en måreväxtart som först beskrevs av Augustin Abel Hector Léveillé, och fick sitt nu gällande namn av Woon Young Chun. Oldenlandia yunnanensis ingår i släktet Oldenlandia och familjen måreväxter. Inga underarter finns listade i Catalogue of Life.